# Petsa
Die Wüstung Petsa ist ein durch den Tagebau Zechau (Gertrud III) abgebaggertes Dorf gewesen, das zum Ortsteil Zechau der Gemeinde Kriebitzsch im Landkreis Altenburger Land in Thüringen gehörte.

## Geografische Lage

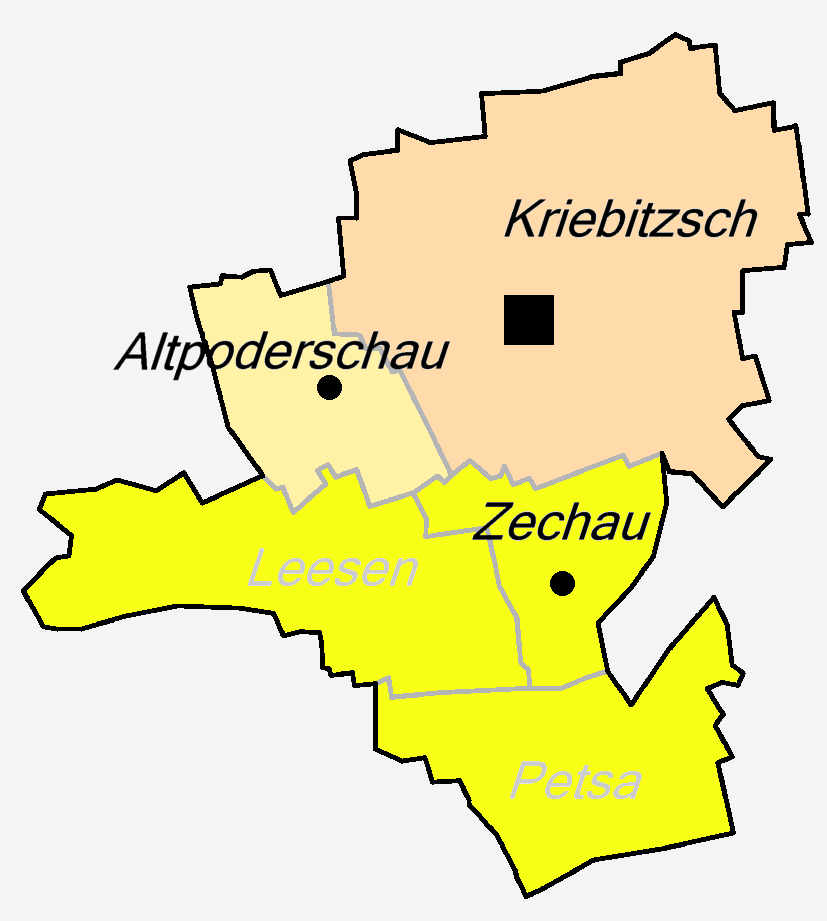
Lage von Petsa in der Gemeinde Kriebitzsch

Petsa lag südlich von Zechau und westlich von Altenburg. Weitere Nachbarorte waren Kröbern im Osten, Monstab im Südosten und Großröda im Westen. Das Restloch Zechau befindet sich heute nordwestlich der Ortslage, ein weiterer See südwestlich von Petsa. Die Flur von Petsa wird heute landwirtschaftlich genutzt.

## Geschichte
Das Dorf Petsa wurde 1181 bis 1214 erstmals urkundlich erwähnt. Der Ortsname von Petsa ist slawisch und leitet sich von dem Personennamen „Putes“ ab. Der Ort gehörte zum wettinischen Amt Altenburg, welches ab dem 16. Jahrhundert aufgrund mehrerer Teilungen im Lauf seines Bestehens unter der Hoheit folgender Ernestinischer Herzogtümer stand: Herzogtum Sachsen (1554 bis 1572), Herzogtum Sachsen-Weimar (1572 bis 1603), Herzogtum Sachsen-Altenburg (1603 bis 1672), Herzogtum Sachsen-Gotha-Altenburg (1672 bis 1826). Bei der Neuordnung der Ernestinischen Herzogtümer im Jahr 1826 kam der Ort wiederum zum Herzogtum Sachsen-Altenburg.

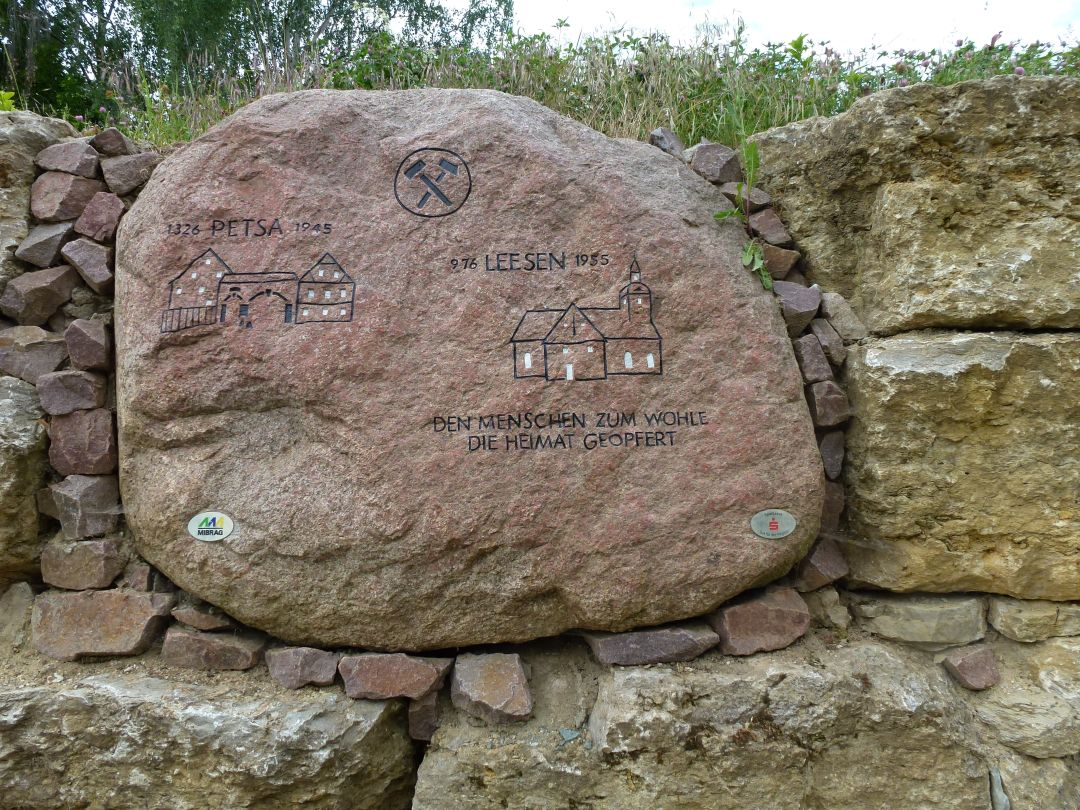
Gedenkstein für den abgebaggerten Ort

Um 1850 hatte das landwirtschaftlich geprägte Petsa rund 130 Einwohner. Unweit des Orts stand auf einer Anhöhe eine Windmühle. Nach der Verwaltungsreform im Herzogtum Sachsen-Altenburg gehörte Petsa bezüglich der Verwaltung zum Ostkreis (bis 1900) bzw. zum Landratsamt Altenburg (ab 1900). Juristisch unterstand das Dorf seit 1879 dem Amtsgericht Altenburg und ab 1906 dem Amtsgericht Meuselwitz. Ab 1918 gehörte Petsa zum Freistaat Sachsen-Altenburg, der 1920 im Land Thüringen aufging. 1922 wurde der Ort dem Landkreis Altenburg angegliedert. Zechau, Leesen und Petsa fusionierten 1923 zur Gemeinde Zechau-Leesen.
Der Braunkohleabbau um das im Süden des Meuselwitz-Altenburger Braunkohlereviers liegende Petsa wurde um 1900 begonnen. Tiefbaugruben waren im Norden des Orts die "Grube Gertrud Nr. 131" und im Westen und Süden die "Grube Eugen Nr. 132". Im Tagebau wurde die Kohle zunächst im westlich liegenden "Tagebau Eugen" (1911 bis 1915) gefördert. 1914 eröffnete der ""Tagebau Gertrud II" (auch: Tagebau Petsa), der bis 1932 den südlich von Petsa gelegenen Bereich abbaggerte, ohne den Ort jedoch zu berühren. Der 1931 aufgeschlossene Tagebau Gertrud III (Zechau) näherte sich allmählich dem landwirtschaftlich geprägten Dorf von Osten. Nachdem 1943/44 der Drehpunkt in den Norden von Petsa verlegt worden war, erfolgte bis 1947 die Aussiedlung der 350 Einwohner größtenteils in einen eigens für sie errichteten Ortsteil in Kriebitzsch. Anfang der 1950er Jahre traf dieses Schicksal auch Leesen und einen Teil von Zechau. Nachdem der Tagebau im Jahr 1959 stillgelegt wurde, entstand im Bereich von Leesen das heute renaturierte Restloch Zechau. Es ist heute Naturschutzgebiet mit großer ökologischer Bedeutung innerhalb der Bergbaulandschaft südlich von Leipzig. Die ehemalige Ortsflur von Petsa wird landwirtschaftlich genutzt.

## Persönlichkeiten
- Alban Köhler (* 1. März 1874 in Petsa; † 26. Februar 1947 in Niederselters), Radiologe